# زيفيزدا (فلم)
زيفيزدا (الروسية: Звезда) ، هي فيلم روسي من نوع الأكشن والتاريخ ، أنتج الفيلم سنة 2002م ونشرها مؤسسة موسفيلم الروسية الرسمية.

## قصة الفيلم
يقوم أربعة جنود من الشباب السوفيتي في مهمة قتالية لمحاربة القوات النازية سنة 1944م ، وتهدف لتدمير مشروع انتشار القوات الألمانية والمعونات ، وتنتهي الفيلم بمقتل 4 من الشباب العسكريين في حريق بالكوخ اشعله الجنود الألمان.

## وصلات خارجية
- مقالات تستعمل روابط فنية بلا صلة مع ويكي بيانات